# Martin Ndongo Ebanga
Martin Ndongo Ebanga (ur. 23 marca 1966 w Jaunde, zm. 6 marca 2024 tamże) – były kameruński bokser kategorii lekkiej, brązowy medalista letnich igrzysk olimpijskich w Los Angeles.